# Cuñados (serie de televisión)
Cuñados (anteriormente Parejología 3×2) es una serie de televisión de humor producida por Alba Adriática para Telecinco. Se estrenó el 26 de septiembre de 2011, con intención de continuar diariamente de lunes a jueves en access prime time, pero los bajos datos de audiencia hicieron que la serie fuese cancelada por la cadena. Nueve meses después, la ficción regresó bajo el título Cuñados. La serie mostraba las divertidas situaciones familiares y de pareja a las que se enfrentaban los tres dúos protagonistas, que tenía lugar en diversas localizaciones, algunas de ellas en exteriores.

## Historia
Cuñados abordó con humor los conflictos familiares y problemas de convivencia de un matrimonio de mediana edad. El rodaje de esta comedia dio comienzo el miércoles 3 de agosto de 2011. Los capítulos constaron de 25 minutos aproximadamente de duración.
Se siguió el mismo estilo de Modern Family, donde los protagonistas de Tres por dos tenían sesiones con un psicólogo en las que expresaron sus sentimientos y los problemas de sus relaciones. Los personajes incluso fijaban su mirada en la cámara cuando se encontraban en consulta. El objetivo de esta comedia es que los espectadores simpatizaran y fuesen cómplices de las preocupaciones de los personajes.
Aunque fue ideada a modo de sketches, esta serie recordó a la línea que siguen varias de las ficciones que se emiten en EE. UU.. Fue el caso de Modern Family, que trata las relaciones, los problemas y conflictos de familia conformada por un matrimonio con familia numerosa, una pareja homosexual y el abuelo del clan, que acaba de conformar una relación con una mujer latina que tiene un hijo de una anterior relación.

## Continuidad
Hay una tesis de que el grupo Mediaset España quiso emitir la continuación de la primera temporada de esta serie en el canal de ficción Factoría de Ficción, tras haber sido cancelada en la principal cadena del grupo. Tras no disponer hueco suficiente en la programación del canal, es ahora Telecinco quien decida emitir desde el jueves 5 de julio de 2012 la continuación de la comedia. A pesar de haber sido cancelada en su momento, es ahora la productora la que cambia su nombre de registro a “Cuñados” -anteriormente Parejología: 3x2-.

## Argumento
Protagonizada por Juanjo Puigcorbé, Norma Ruiz y Marta Belenguer. La serie aborda las vicisitudes, conflictos familiares y problemas de convivencia de un matrimonio de mediana edad, sus dos hijos y sus respectivos maridos. Con la búsqueda de la ayuda profesional de un terapeuta para solventar los múltiples problemas familiares y sentimentales como "común denominador", las tres parejas tratarán de encauzar sus vidas a través del humor y una visión positiva de la vida.

## Equipo técnico
- Producción: Alba Adriática, Paloma Vázquez (jefa) y Carlos Cruz (director)
- Dirección y realización: Sonia Sebastián, Juan Luis Iborra, José Luis Rodríguez y José Ignacio Ortega
- Producción ejecutiva: José Luis Moreno y Alberto Caballero
- Guionistas: Alberto Caballero

### Reparto
- Juanjo Puigcorbé como Ramón García Castillejo.
- Mariana Cordero como Eugenia Hernando.
- Ismael Martínez como Pablo Portela.
- Norma Ruiz como María García Hernando.
- David Vaquerizo como Lucas Portela García.
- Julio Arrojo como Andrés Espinosa Velásco.
- Marta Belenguer como Marta García Hernando.

### Cameos
- Ana Ruiz como Rosalía.
- Paz Padilla como ella misma.

## Las parejas
Ramón y Eugenia están a punto de sufrir una nueva crisis matrimonial en su relación, la pareja que lleva casada casi 40 años y que comienza a acusar el paso de los años. A pesar del amor que se profesan, las discusiones entre ellos se han convertido en una constante. Irónico e incisivo, Ramón, adora a sus hijas María y Marta pero no soporta a sus yernos, ya que considera que sus hijas se merecían algo mejor. Su esposa Eugenia es quien se desvive por mantener unida a la familia.
María y Pablo son padres de un niño de nueve años y llevan una década juntos. El desgaste paulatino de su relación, unido al estrés que conlleva el cuidado del pequeño y a la falta de intimidad, amenazan su vida matrimonial. María, desea que su relación con Pablo sea perfecta, mientras que éste, intenta evitar los problemas de pareja, aunque en ocasiones suelen desbordarle.
Marta y Andrés es una pareja tradicional y fatalista. Marta mantiene una relación sentimental con Andrés, un hombre sin ambición que no cree en el matrimonio. A pesar de las continuas disputas, la pareja desea tener un hijo a toda costa y debido a las grandes dificultades para quedarse embarazada, la joven ha decidido someterse a un tratamiento de fecundación in vitro.

## Episodios
| #               | Título | Fecha de emisión         | Espectadores y cuota |
| --------------- | --- | ------------------------ | -------------------- |
| Parejología 3x2 | |                          |                      |
| 1               | «El síndrome del parado» «Gametos y cigotos» «Cariño, no hagas ruido»                                                              | 26 de septiembre de 2011 | 1 715 000 (9,3%)     |
| 2               | «Sesión de reproches» «Viaje a ninguna parte» «Como el que oye llover» «La señorita Amelia»                                        | 3 de octubre de 2011     | 1 471 000 (7,5%)     |
| 3               | «Espermatozoides indiscretos» «La comida semanal y el futbolín» «Porno en la noche» «El perro anticonceptivo» «El carrito» «Celos» | 10 de octubre de 2011    | 1 364 000 (7,1%)     |
| Cuñados         | |                          |                      |
| 1               | «¿Vida sexual?» «Nos vamos de viaje» «La madre naturaleza» «La sopa»                                                               | 5 de julio de 2012       | 1 077 000 (7,5%)     |
| 2               | «Astenozoospermia» «Descubriendo las redes sociales» «Bajo presión» «De moda»                                                      | 9 de julio de 2012       | 866 000 (6,0%)       |
| 3               | «Despedida de soltera» «El futbolín» «El anuncio»                                                                                  | 12 de julio de 2012      | 1 331 000 (7,1%)     |
| 4               | «Gastando teléfono» «A verlas venir» «El sexo, ¿qué tal?»                                                                          | 19 de julio de 2012      | 832 000 (6,7%)       |
| 5               | «Vacaciones en familia» «El colegio del niño»                                                                                      | 26 de julio de 2012      | 966 000 (7,4%)       |
| 6               | «Todos con Marta» «Se busca perro» «El regalo de aniversario» «Facturas»                                                           | 2 de agosto de 2012      | 1 173 000 (8,3%)     |
| 7               | «Salir o no salir» «Celos» «¿Cuanto me quieres?» «El carrito» «In vitro tampoco»                                                   | 9 de agosto de 2012      | 770 000 (6,3%)       |
| 8               | «Un método milenario» «Coitos telefónicos» «Vientre de alquiler»                                                                   | 16 de agosto de 2012     | 796 000 (7,1%)       |
| 9               | «Promocionan a María» «Quejas y reproches»                                                                                         | 6 de septiembre de 2012  | 855 000 (5,5%)       |